# Krill-do-gelo
O krill-do-gelo (Euphausia crystallorophias) é uma espécie de krill que pode ser encontrada nos mares da Antártica normalmente a profundidades entre os 300 e os 650 metros (havendo registos de espécimes encontrados a 4 000 metros de profundidade).
Os adultos têm um comprimento máximo de 3.5 cm, com as fêmeas ligeiramente maiores que os machos. Substitui o Euphausia superba em zonas ocupadas por banquisas. Efectua migração vertical diária e reproduz-se entre os meses de Dezembro e Fevereiro.
Esta espécie de krill foi identificada pela primeira vez em amostras recolhidas durante a expedição Discovery liderada por Robert Falcon Scott.